# اوله سینتستا
اوله سینتستا (اوکراینی: Олег Вікторович Синиця؛ زادهٔ ۲۰ مارس ۱۹۹۶) بازیکن فوتبال اهل اوکراین است.
از باشگاه‌هایی که در آن بازی کرده‌است می‌توان به باشگاه فوتبال متالیست خارکوف اشاره کرد.